# Stefan Wolfschütz

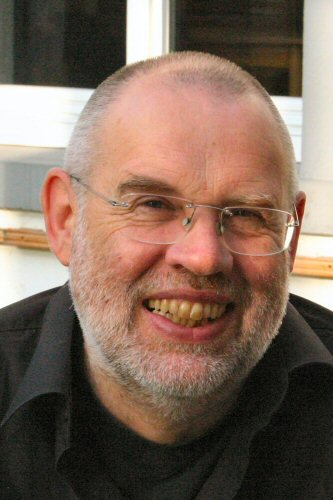
Stefan Wolfschütz 2008

Stefan Wolfschütz (* 13. Januar 1953 in Kassel) ist ein deutscher Autor und Theologe.

## Leben
Stefan Wolfschütz studierte zunächst von 1971 bis 1976 Volkswirtschaft in Karlsruhe und Kiel, mit Abschluss 1976 zum Diplom-Volkswirt. 1977–1982 folgte ein Studium der Theologie in Kiel, 1982–1992 war er Pastor in Rickert/Kirchengemeinde Büdelsdorf und Beauftragter für den Kirchlichen Dienst in der Arbeitswelt des Kirchenkreises Rendsburg. Von 1993 bis 1995 war Wolfschütz Leiter der Nordelbischen Arbeitsstelle für den 26. Deutschen Evangelischen Kirchentag 1995 in Hamburg. 1996–2001 arbeitete er als Leiter der Projektagentur „Konzept Marketing Nordelbien“. Seit 2002 ist er Pastor im Ruhestand.
Wolfschütz ist Textautor vieler Neuer geistlicher Lieder. Er ist Mitglied der Textautoren- und Komponistengruppe TAKT. Er ist darüber Herausgeber von Haiku-Literatur.

## Werke (Auswahl)
- Unsere Zeit in Gottes Händen (1988; Musik: Nis-Edwin List-Petersen)
- Alles hat seine Zeit (1988; Musik: Herbert Beuerle)
- Das ist gut (1995; Musik: Paul Douglas)
- Am Ende (2007; Musik: Rainer Ihrens)
- Durch alle Zeit (2007; Musik: Lothar Graap)
- Was ist der Mensch (2009; Musik: Nis-Edwin List-Petersen)
- Zorn (2009; Musik: Rolf Schweizer)

## Publikationen (Auswahl)
- 33 [Dreiunddreissig] Lieder für Kirchentage Hrsg. Lutherische Verlagsgesellschaft,  Kiel 1995
- Rundes Schweigen Hrsg. Josef Guggenmos. Hamburger Haiku-Verlag, Hamburg 2005
- Das blaue Glühen des Rittersporn … Andreas Wittbrodt. Hamburger Haiku-Verlag, Hamburg [2005]
- Welch eine Stille! Teiko Inahata. Hamburger Haiku-Verlag, Hamburg [2006]
- Mitten ins Gesicht. Stefan Wolfschütz (Hrsg.). Hamburger Haiku-Verlag, Hamburg [2014]